# Jamaicai galamb
A jamaicai galamb (Patagioenas caribaea) a madarak osztályának galambalakúak (Columbiformes) rendjéhez és a galambfélék (Columbidae) családjához tartozó faj.

## Rendszerezése
A fajt Nikolaus Joseph von Jacquin osztrák természettudós írta le 1784-ben, a Columba nembe Columba caribaea néven.

## Előfordulása
Jamaica szigetének nagy részén előfordul. A természetes élőhelye szubtrópusi és trópusi síkvidéki és hegyi esőerdők. Vonuló faj.

## Megjelenése
A hím testhossza 38–48,5 centiméter, a tojóé 38–43 centiméter, a testtömege 250 gramm. Tollazata szürke és barna. A begye rózsaszín. A hangja cru-cru-croooo.

## Életmódja
Gyümölcsöket, magvakat fogyaszt.

## Szaporodása
A párzási időszak februártól augusztusig tart. Magas fákon fészkel.

## Természetvédelmi állapota
A vadászata és a fakitermelés fenyegeti. Ezért az IUCN vörös listáján a sebezhető kategóriában szerepel.